# 来民町
来民町（くたみまち）は、熊本県の北部、鹿本郡にかつてあった町である。

## 歴史
- 1889年4月1日 - 町村制が施行。山鹿郡来民町、御宇田村が合併して来民町が発足。
- 1896年4月1日 - 山鹿郡と山本郡が合併して鹿本郡となる。
- 1955年4月1日 - 稲田村、中富村と合併し鹿本町となる。

## 学校
- 来民町立来民小学校

## 出身者
- 清浦奎吾（政治家）
- 荒木俊馬（天文学者、物理学者）
- 冬川亘（翻訳家）
- 富田至誠（洋画家）

ゆかりある人物
- 宗不旱（歌人）- 熊本市生まれ、来民育ち。